# سیارک ۲۹۶۰
سیارک ۲۹۶۰ (به انگلیسی: 2960 Ohtaki، نامگذاری:1977DK3) دو هزار و نهصد و شصتمین سیارک کشف شده‌است که در ۱۸ فوریه ۱۹۷۷ کشف شد.
قدر مطلق سیارک برابر ۱۴٫۲۰ است.